# Valzer con Bashir
Valzer con Bashir (in inglese: Waltz with Bashir, in ebraico: ואלס עם באשיר) è un film d'animazione del 2008 scritto e diretto da Ari Folman. Il titolo del film si riferisce alla "danza" di un soldato, che spara all'impazzata con il suo mitra sotto un poster di Bashir Gemayel, politico libanese assassinato nel 1982.
Il film si colloca nel genere documentaristico, anche se realizzato mediante la tecnica dell’animazione, ripercorrendo con estrema crudezza e drammaticità i conflitti che coinvolsero il Libano nei primi anni ottanta culminando nella rappresentazione del massacro di Sabra e Shatila del 1982.

## Trama
Israele, gennaio 2006. In un bar, il regista Ari Folman, ex-fante dell'esercito israeliano, ascolta il racconto di Boaz Rein-Buskila, un suo ex-commilitone, che gli riferisce di un incubo ricorrente: ventisei cani lo inseguono nella notte, onirici testimoni di quei ventisei cani che l'amico stesso uccise durante varie operazioni di pattugliamento notturne, compiute nei campi profughi palestinesi durante la guerra in Libano del 1982. Folman si rende conto, con stupore, che lui non conserva nessun ricordo di quella guerra, pur avendovi partecipato direttamente come soldato.
Più tardi, Folman ha una visione della notte dell'eccidio di Sabra e Shatila, ricordando un episodio di quando si faceva un bagno notturno sulla spiaggia di Beirut con i suoi commilitoni, sotto la luce di alcuni razzi al fosforo che scendevano sulla città.
Si reca allora dal suo amico d'infanzia Ori Sivan, esperto di psicologia, che gli rivela un esperimento di memoria su un falso luna park, facendo intuire a Folman che l'immagine dei suoi ricordi legati all'eccidio è probabilmente frutto della sua immaginazione.
Per capire cosa è davvero successo la notte del genocidio, Folman si reca così nei Paesi Bassi per far visita al suo ex-commilitone Carmi Cna'an. Carmi racconta di essersi imbarcato durante la guerra su uno yacht assieme agli altri militari, quando ad un certo punto, dopo aver avuto uno strano sogno, sbarca sulle coste della città di Sidone dove abbatte una Mercedes con all'interno un'intera famiglia innocente. Folman rivela inoltre della presunta visione del massacro, ma Carmi, pur ricordando la guerra, non ricorda però il massacro. Mentre si reca con un taxi all'aeroporto di Amsterdam, ha poi una visione del suo primo giorno di guerra, quando aveva ricevuto da un ufficiale l'ordine di scaricare con un veicolo trasporto truppe M113 alcuni morti e feriti su una spiaggia.
Comincia così ad intervistare altri suoi amici e altri soldati che hanno prestato servizio in guerra, oltre ad una psicologa militare e al reporter televisivo Ron Ben-Yishai. Il racconto di ognuno di essi diventa un flashback, che presenta un frammento sempre nuovo del conflitto.
Questo susseguirsi di testimonianze fa emergere dalla memoria di Folman i suoi ricordi, che diventano sempre più definiti, fino ad arrivare ai giorni cruciali del massacro di Sabra e Shatila ad opera dei falangisti libanesi, di cui è stato testimone oculare. Si rende così conto che la sua amnesia derivava dai sensi di colpa.
Le ultime immagini del film non sono più in animazione, ma sono filmati d'archivio, che ritraggono i cadaveri del massacro in mezzo alle macerie del campo profughi: queste immagini reali, al termine di un film di animazione, colpiscono lo spettatore con una crudezza particolare e nuova.

## Produzione
È una co-produzione internazionale, che coinvolge paesi come Israele, Germania e Francia, per la cui realizzazione ci sono voluti quattro anni. Prodotto dalla casa di produzione Bridgit Folman Film Gang su oltre 2000 tavole disegnate. Il film miscela musica classica e musica rock anni ottanta, grafica realistica e surreale con illustrazioni simili ai fumetti. Quasi tutto il film è stato realizzato con la tecnica d'animazione, fatta eccezione per il breve segmento conclusivo.

## Distribuzione
Il film è stato distribuito in Italia il 9 gennaio 2009.

### Edizione italiana
Il doppiaggio italiano è stato diretto da Gianni Galassi, che è anche l'autore dei dialoghi.

## Accoglienza
Il film è stato presentato in concorso al 61º Festival di Cannes e ha vinto il Golden Globe 2009 per il miglior film straniero.
Inoltre è stato inserito dal The Guardian al primo posto nella classifica dei migliori film d'animazione della storia del cinema.

## Riconoscimenti
- Premi Oscar 2009
  - Candidatura come Miglior film in lingua straniera
- Golden Globe 2009
  - Miglior film straniero
- European Film Awards 2008
  - Miglior colonna sonora
- British Independent Film Awards 2008
  - Miglior film straniero
- Premi César 2009
  - Miglior film straniero

## Proiezione in Libano
La proiezione del film è vietata in Libano, poiché rappresenta un capitolo doloroso nella storia del paese. Tuttavia un gruppo di blogger e critici libanesi è riuscito a far proiettare il film a Beirut, nel gennaio 2009, in presenza di 90 persone. Da allora il film ha avuto altre proiezioni, e nel paese circolano molte copie piratate. Il regista Ari Folman ha commentato:"Avrei tanto voluto essere lì. Mi piacerebbe un giorno poter presentare il film di persona a Beirut. Per me sarà il giorno più felice della mia vita".